# Agustín Ravelo
Agustín Ravelo (o Ravello) (Buenos Aires, 1791 - 30 de agosto de 1863) fue un militar argentino que participó en la guerra de Republiquetas y en la guerra civil de su país a órdenes de Juan Manuel de Rosas.

## Biografía
Se enroló en el Ejército del Norte algún tiempo después de la Revolución de Mayo como soldado, y participó en la segunda expedición auxiliadora al Alto Perú. Después de la derrota en la batalla de Ayohuma pasó a las fuerzas del coronel Manuel Asencio Padilla, con quien hizo la campaña a Chuquisaca. No se unió a la campaña de José Rondeau, y quedó a órdenes de Padilla, que lo puso al mando de la insurrección de los indios de la provincia de Cinti. Sitió al coronel Diego O'Reilly en Santa Elena, pero no logró vencerlo.
Después de la derrota y muerte de Padilla siguió luchando, derrotando a los realistas en La Laguna, donde volvió a tomar el control de la zona que había sido dominada por Padilla. Pero fue vencido en un combate por el coronel Baldomero Espartero, de modo que debió retirarse hacia el sur.
Se unió a la campaña de Lamadrid hacia Chuquisaca, y lo acompañó en la retirada hasta la derrota de Sopachuy. Se separó de Lamadrid para intentar un nuevo alzamiento en la provincia de Cinti, que no logró extender hacia otras provincias.
Regresó a Buenos Aires en julio de 1818, y fue incorporado al ejército que, al mando de Juan Ramón Balcarce y Juan José Viamonte, expedicionó contra los federales de la provincia de Santa Fe. Participó en la batalla de Cepeda.
Durante la Anarquía del Año XX secundó la facción del general Alvear, con la que estuvieron a punto de apoderarse del gobierno provincial. Pasó con Alvear a Luján y combatió en el bando federal en la batalla de Cañada de la Cruz. Fue uno de los jefes en la derrota de San Nicolás, que le costó varios meses de prisión.
Fue dado de baja durante la reforma militar de Rivadavia, pero se reincorporó al estallar la Guerra del Brasil. Hizo la campaña al sur del Brasil y participó en la batalla de Ituzaingó como segundo jefe del Regimiento de Cazadores; fue ascendido al grado de teniente coronel.
Acompañó a Juan Lavalle en su revolución contra el gobernador Manuel Dorrego y combatió en la batalla de Navarro. Algunos meses después se pasó al ejército de Juan Manuel de Rosas, a quien acompañó el resto de su vida. Luchó en la batalla de Puente de Márquez.
En 1830 fue nombrado edecán del gobernador Rosas, y poco después comandante militar de San Nicolás de los Arroyos. Por orden de Rosas fusiló a varios detenidos venidos de las provincias cuyanas, entre ellos al exgobernador puntano Luis Videla, en octubre de 1831.
Al estallar en octubre de 1833 la Revolución de los Restauradores, se unió a las fuerzas del general Pinedo en Barracas. Fue uno de los edecanes de Rosas desde el año 1835 hasta el final de su gobierno, y mientras tanto fue también el comandante del Batallón Restauradores, un cuerpo de veteranos de raza negra, que ejercía a veces como escolta del gobernador.
Participó al frente de su regimiento en la batalla de Caseros, y pocos días después fue dado de baja del ejército. Fue reincorporado durante unos meses, pero cuando se negó a respaldar la revolución de septiembre abandonó para siempre la actividad militar.
En 1857 fue enjuiciado por los fusilamientos de 1831, durante el juicio efectuado a Rosas en ausencia, pero logró ser absuelto declarando que había temido ser ejecutado si no hubiera obedecido las órdenes de Rosas.
Falleció en Buenos Aires en agosto de 1863.